# 鹿特丹地铁
鹿特丹地铁（荷蘭語：Rotterdamse metro），为荷兰鹿特丹市的城市轨道交通系统。由市政公共運輸公司鹿特丹電車 (RET)營運，該公司還營運鹿特丹有軌電車和當地公交車。鹿特丹地铁系統於1968 年開通，是荷蘭歷史最悠久、規模最大的地鐵網絡。由 5 條路線組成，服務 70個車站，路線總長度為 100.6公里 。

## 历史

鹿特丹地鐵的發展。

鹿特丹地铁的計畫起源於1950年代，1959 年 1 月 19 日，市政府向市議會提交了地铁計劃，市議會於 1959 年 5 月 14 日決定建造地鐵。

### 南北线與东西线
鹿特丹第1条地铁线路於 1959 年開始建設，开通于1968年，当时称作南北线（Noord - Zuidlijn），从鹿特丹中央车站到南广场站，是荷兰国内最早的地铁系统。1968年 2 月 9 日鹿特丹地铁在碧翠絲女王和克勞斯親王 (當時尚未即位)駕駛下開通，1970年南北線向南延伸至斯林格站，1974年延伸至扎姆普拉特站，1985年再延伸至德阿克斯站。
1982年，第2条地铁线路开通，当时称作东西线（Oost-westlijn），从庫爾黑文站至卡佩爾塞布魯站，1983 年東端延伸至賓嫩霍夫站，延伸線以輕軌形式建設，因此使用架空線供電，1984 年東端另一支線延伸至德托赫滕站，也是以輕軌形式建設。1986年西端延伸至馬可尼廣場站，1994年東端延伸至德特普站。

### 路線命名
1997年RET給予地鐵線路新的名稱，新名稱以鹿特丹的歷史人物命名，南北線被命名為「伊拉斯謨線」，東西線則被命名為「卡蘭德線」，卡蘭德是荷蘭19世紀的著名水利工程師。2002年下穿新马斯河的第二比荷盧隧道開通，卡蘭德線通過第二比荷盧隧道延伸至伊拉斯謨線的德阿克斯站。2005年卡蘭德線東端自德托赫滕站延伸1站至奈瑟蘭德站。

### 延伸海牙
鹿特丹與海牙之間的鐵路連結最早在1847年阿姆斯特丹－鹿特丹铁路海牙 - 鹿特丹段通車時實現。1908年南荷蘭電氣鐵路公司開通鹿特丹霍夫廣場 - 席凡寧根鐵路，成為鹿特丹與海牙之間的第二條鐵路，同時也是荷蘭第一條電氣化鐵路，最初使用10kV 25Hz交流電供電，1926年變更為1500V直流電供電。1938年隨著荷蘭各鐵路公司整併，鹿特丹霍夫廣場 - 席凡寧根鐵路成為荷蘭國有鐵路公司荷蘭鐵路的營運路線之一，1953年海牙 - 席凡寧根路段停止營運。
1988年海牙與鹿特丹相繼提出建設南兰斯塔德的區域鐵路，1992年各有關單位組成兰斯塔德铁路基金會，1996年基金會決議將鹿特丹霍夫廣場 - 席凡寧根鐵路的鹿特丹 - 海牙路段改造為輕軌，改造涉及海牙中央车站的站台、線路配置變更，以及路線供電由1500伏特降低為750伏特。2006年鹿特丹霍夫廣場 - 席凡寧根鐵路的鹿特丹 - 海牙路段完成改造，成為兰斯塔德铁路的第一條路線，並編入RET營運的鹿特丹地鐵。

### 路線重組
2010年RET取消「伊拉斯謨線」與「卡蘭德線」的命名，鹿特丹地铁路網被拆分重組為5條營運路線，其中「卡蘭德線」被拆分為3條營運路線：
- A線，代表色為綠色，从賓嫩霍夫站至斯希丹中央車站（英语：Schiedam Centrum station）。
- B線，代表色為黃色，从奈瑟蘭德站至斯希丹中央車站。
- C線，代表色為紅色，从德特普站至德阿克斯站。

「伊拉斯謨線」則編為D線，代表色為淺藍色；通往海牙的地鐵則在2010年延伸至鹿特丹中央车站，原本的終點站鹿特丹霍夫廣場車站停運，路線被編為E線，代表色為藍色。

### 延伸荷蘭角港
2019年鹿特丹地鐵延伸至荷蘭角港，該延伸透過改造斯希丹到荷蘭角港的斯希丹 - 荷蘭角港鐵路。斯希丹 - 荷蘭角港鐵路於1893 年全線開通，1935 年電氣化，過去國際列車可以透過此線抵達荷蘭角港站，並從荷蘭角港站搭乘铁路渡轮至英国 (荷蘭飛行者列車)，1994年英法海底隧道開通，這條線路的重要性急劇下降，2007年铁路渡轮服務停止，同年荷蘭鐵路 (NS)宣布將路線移交給鹿特丹市政府，此後該路線仍由NS營運，但由鹿特丹市政府管理。
2013年鹿特丹市政府宣布計畫將該線轉變為地鐵，2017年該路線關閉並開始改造為地鐵系統，2019年9 月 30 日斯希丹 - 荷蘭角港鐵路地鐵改造工程完工通車，並由RET營運， 11月1日A線與B線延長營運，A線西端延伸至弗拉爾丁根西站，B線西端延伸至荷蘭角港站。另外斯希丹 - 荷蘭角港鐵路的貨運服務並未終止，但只在離峰時間開行貨運列車。
2021年9月13日起由於RET沒有足夠的地鐵車輛，A線被大幅縮短，只在格拉斯克魯德站 - 賓嫩霍夫站，3個車站間運營，一小時僅有四班列車，直到同年10月23日恢復原本运行模式。 2023年3月31日B線西端再延伸至荷蘭角港海灘站，该路段原定2021年通車，目前之后大幅延遲。

## 路線

鹿特丹地铁图

### 營運中路線
| 路线 | 南/西端站点    | 北/东端站点    | 首段開通 | 車站數 | 長度 (km) | 註記                   |
| ---- | -------------- | -------------- | -------- | ------ | --------- | ---------------------- |
| A线  | 弗拉爾丁根西站 | 賓嫩霍夫站     | 1982     | 24     | 17.2      |                        |
| B线  | 荷蘭角港站     | 奈瑟蘭德站     | 1982     | 32     | 43.1      |                        |
| C线  | 德阿克斯站     | 德特普站       | 1974     | 26     | 30        |                        |
| D线  | 德阿克斯站     | 鹿特丹中央车站 | 1968     | 17     | 21        |                        |
| E线  | 斯林格站       | 海牙中央车站   | 2006     | 23     | 27        | 兰斯塔德铁路的一部分。 |

### 未來計畫
鹿特丹市政府正在研究修建于A、B、C线的克拉林斯站与D、E线南广场站之间的新地铁路线。该路线靠近現有的飛燕諾體育場，鹿特丹计划将球场周围打造为体育园区，以及新建一個城際車站。另外还有将E线的海牙端延长至席凡寧根的计划，但该计划目前已经停滞。

## 地鐵車輛

### 除役車輛

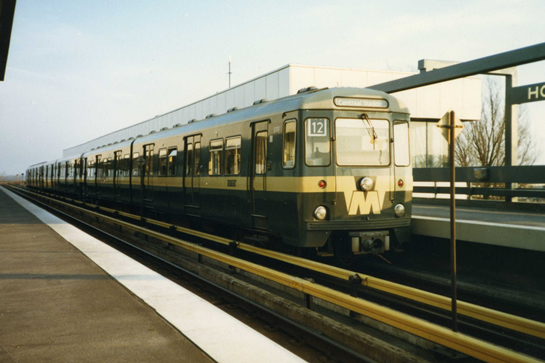
M型車
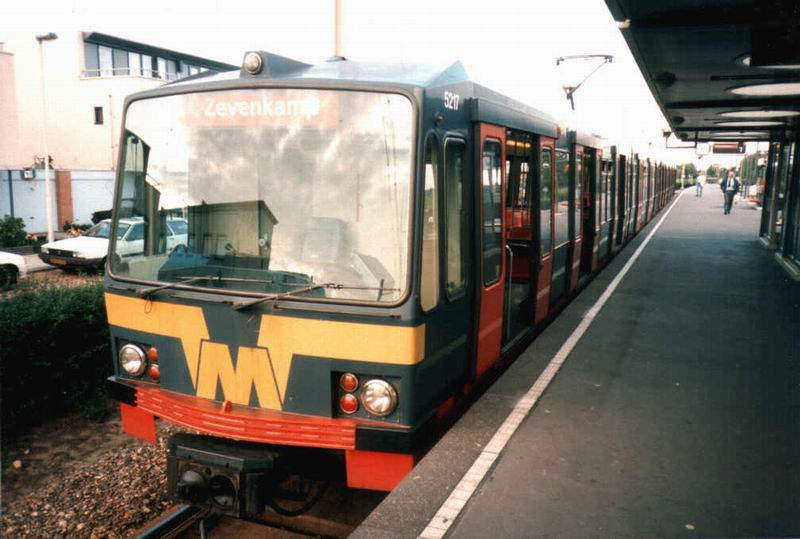
T型車原始塗裝。
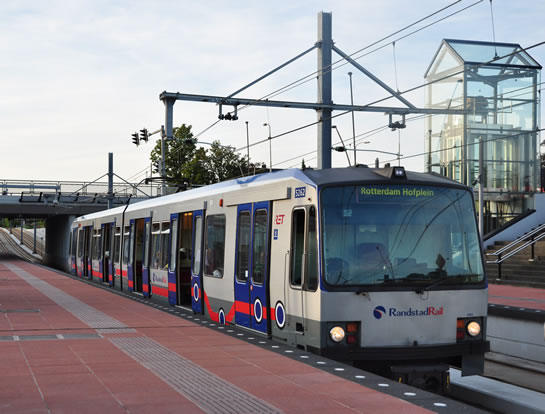
輕軌路段 (兰斯塔德铁路)的T型車，1997 年後塗裝。
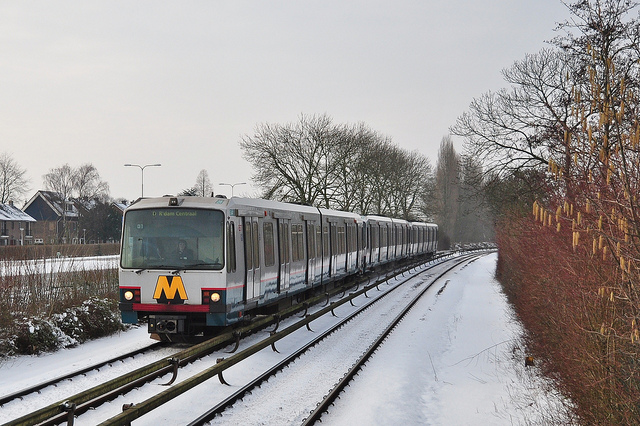
地鐵路段的T型車，2008 年後塗裝。

鹿特丹地铁最初的列車為M型車，又稱MG2或5000/5100 系列，於 1966 年至 1974 年間製造，1968年開始在南北線 (伊拉斯謨線)線使用，M型車5000系列由荷蘭製造商韋克斯普爾製造，5100系則由西德製造商杜瓦格製造。M型車2節車廂為一組，地鐵開通時有27組列車，最後共製造71組列車，每組列車載客量235人，其中站位155人，座位80人，列車以2至4節編組營運，最高速度80公里/小時，使用750V直流電第三軌供電。M型車營運至2002年除役，目前有編號5024的列車被保存。
東西線的第一代列車為T型車，又稱SG2或5200 系列，因為東西線部分路段為輕軌，因此T型車配備集電弓以在輕軌路段行駛。T型車由杜瓦格於 1980 年至 1984 年間製造，1980年開始在東西線 (卡蘭德線)線使用，2006至2008年間因為兰斯塔德铁路的車廂尚未交付，曾有11組列車移交兰斯塔德铁路 (後來的E線)使用，11組列車被改稱RSG2型，R代表兰斯塔德，11組列車2008年返還，並在2009年除役。T型車2節車廂為一組，共製造71組列車，每組列車載客量260人，其中站位188人，座位72人，列車以2至6節編組營運，最高速度80公里/小時，使用750V直流電第三軌或架空線供電。T型車營運至2015年除役，有44組列車在2012 年出售給土耳其布爾薩地鐵，目前仍在使用，編號5217 和 5234的列車則被鹿特丹保存。

### 營運中車輛

#### B型與S型車

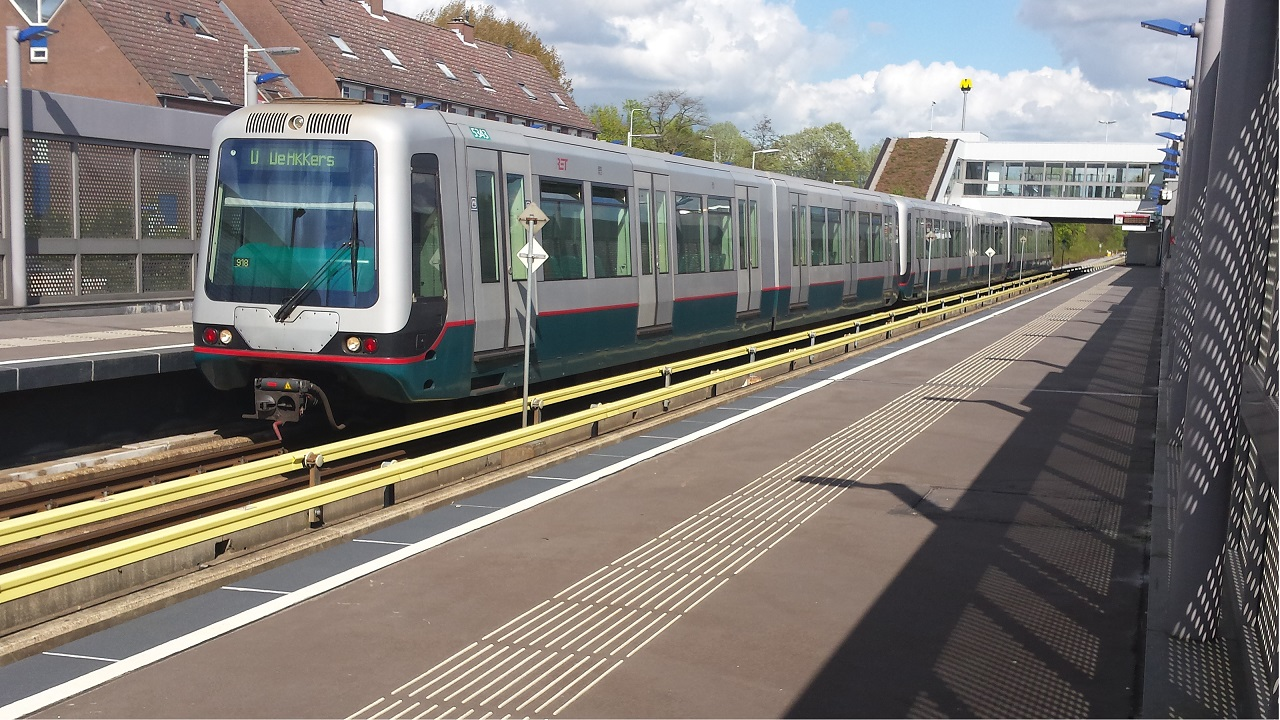
B型車原塗裝。
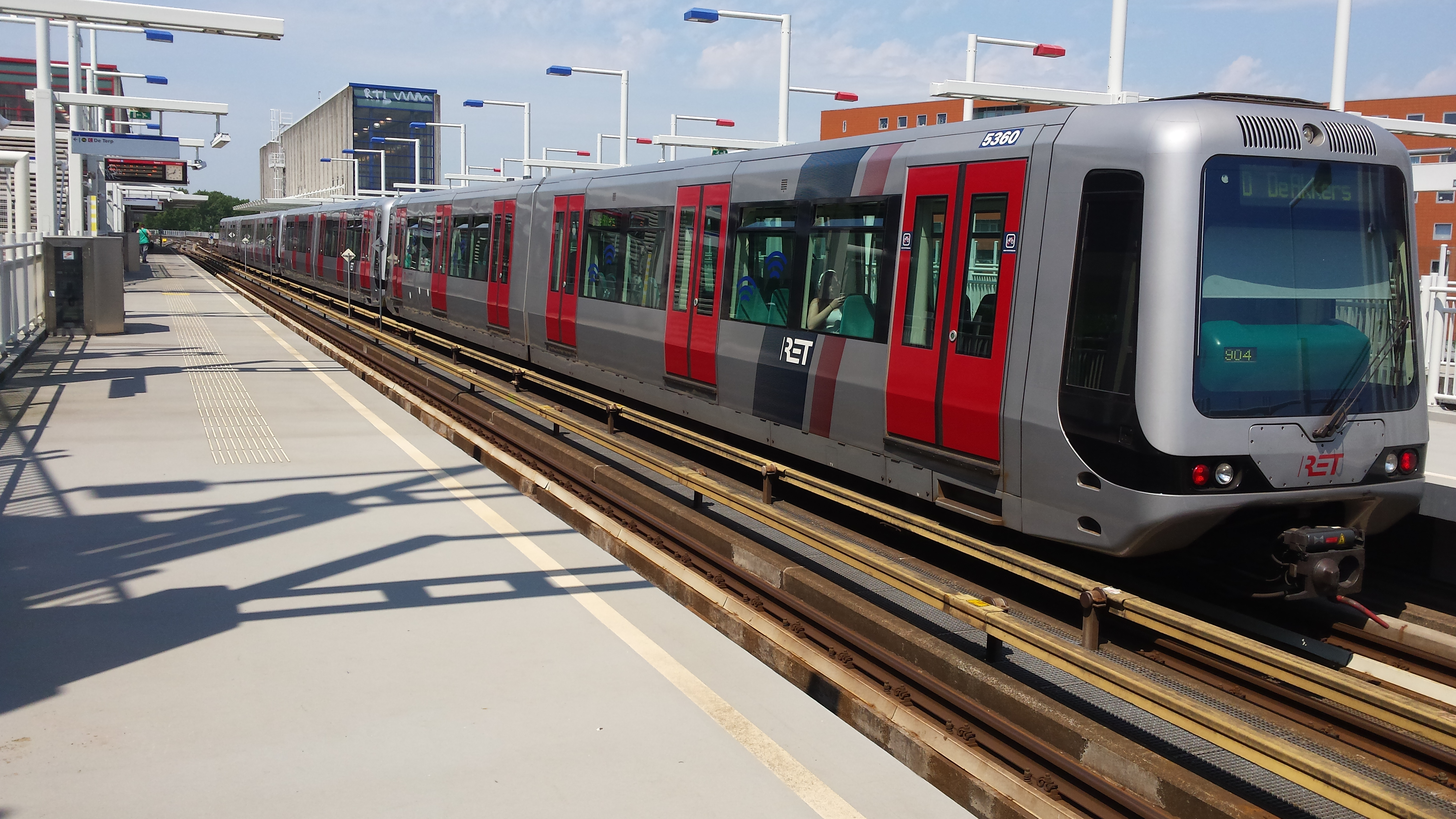
B型車新塗裝。
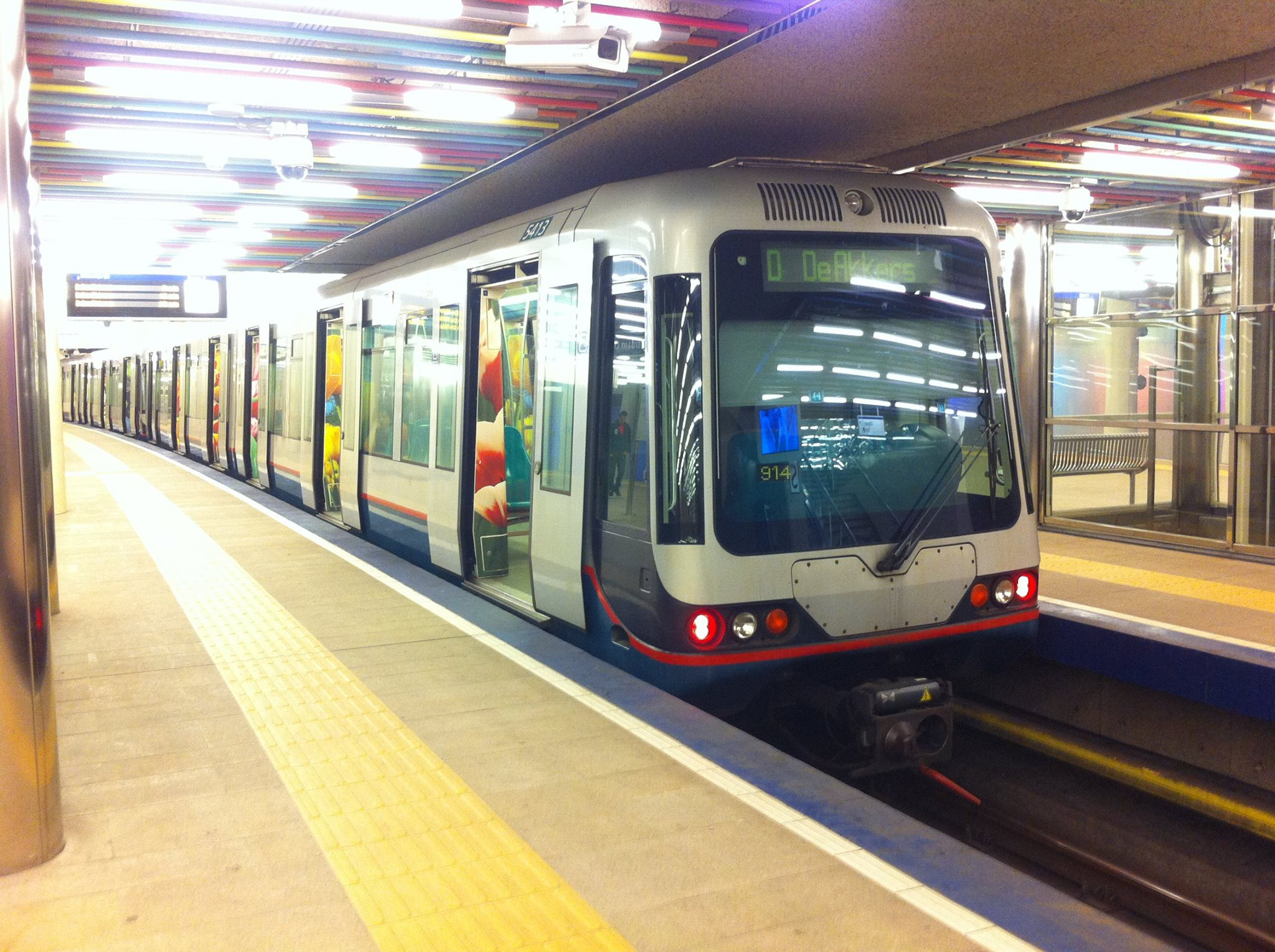
S型車原塗裝。
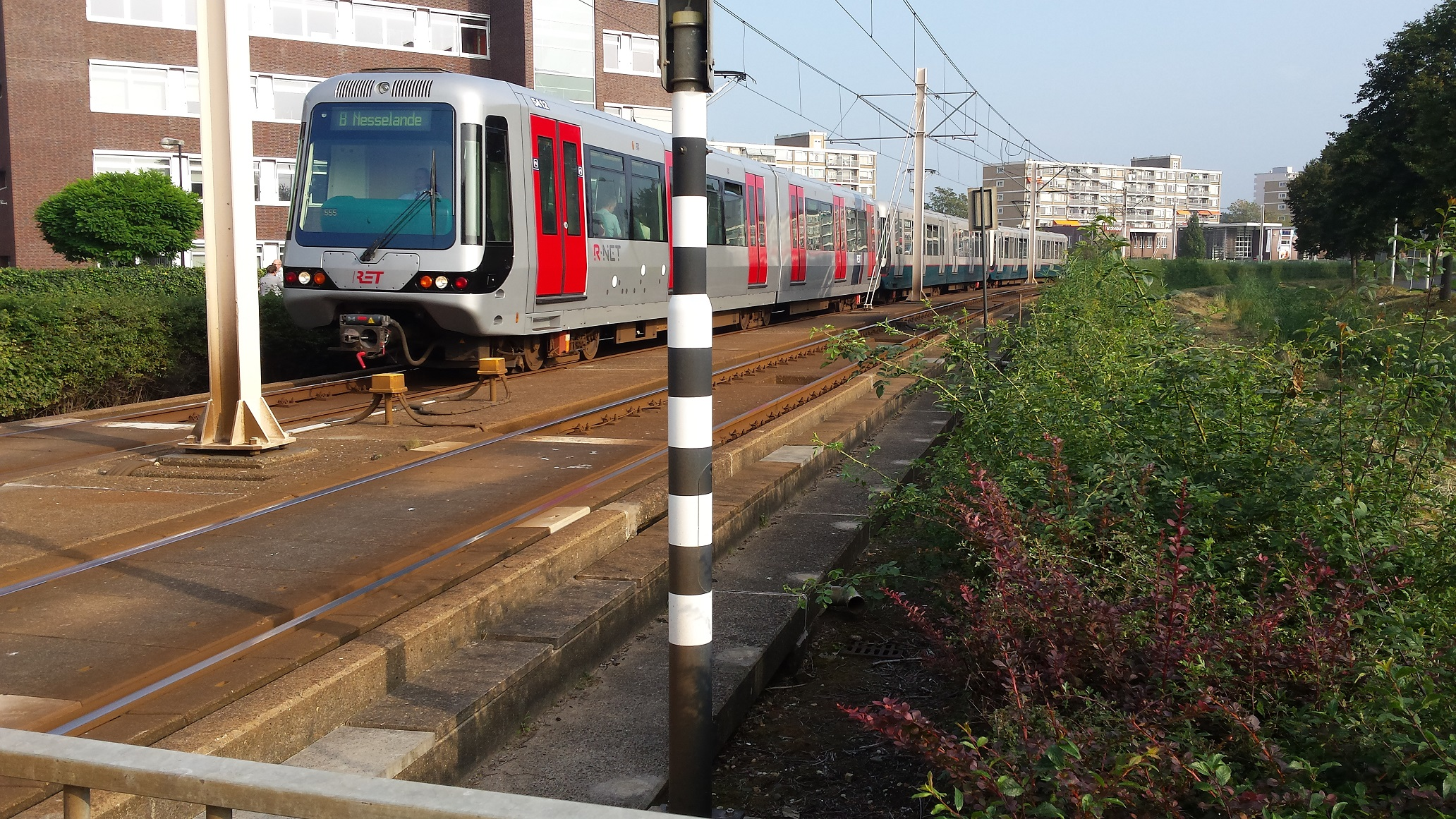
S型車新塗裝，經過輕軌路段。

B型車，又稱MG2/1或5300 系列，於 1996 年至 2001 年間，由龐巴迪運輸製造，以替代M型車，1998年開始使用，目前在C、D線運轉。B型車2節車廂為一組，共分3批製造63組列車，每組列車載客量217或225人，其中站位153人，座位64或72人，列車大多以6節編組營運，最高速度80公里/小時，使用750V直流電第三軌供電，B型車可與S型車混編，目前尚有62組列車營運中。2020年 11 月 2 日凌晨 0 點 30 分左右B型車5351 號列車在德阿克斯站發生衝出軌道的事故，並未造成傷亡。
S型車，又稱SG2/1或5400 系列，於 2002年由龐巴迪運輸製造，2002年開始使用，最初各路線均有使用，目前則主要在C、D線運轉。S型車可與B型車混編，兩種車型技術、外觀均相似，但S型配備集電弓可以在輕軌路段行駛，S型車共製造18組列車，每組列車載客量217人，其中站位153人，座位64人，列車大多以6節編組營運，最高速度80公里/小時，使用750V直流電第三軌或架空線供電。

#### R型車

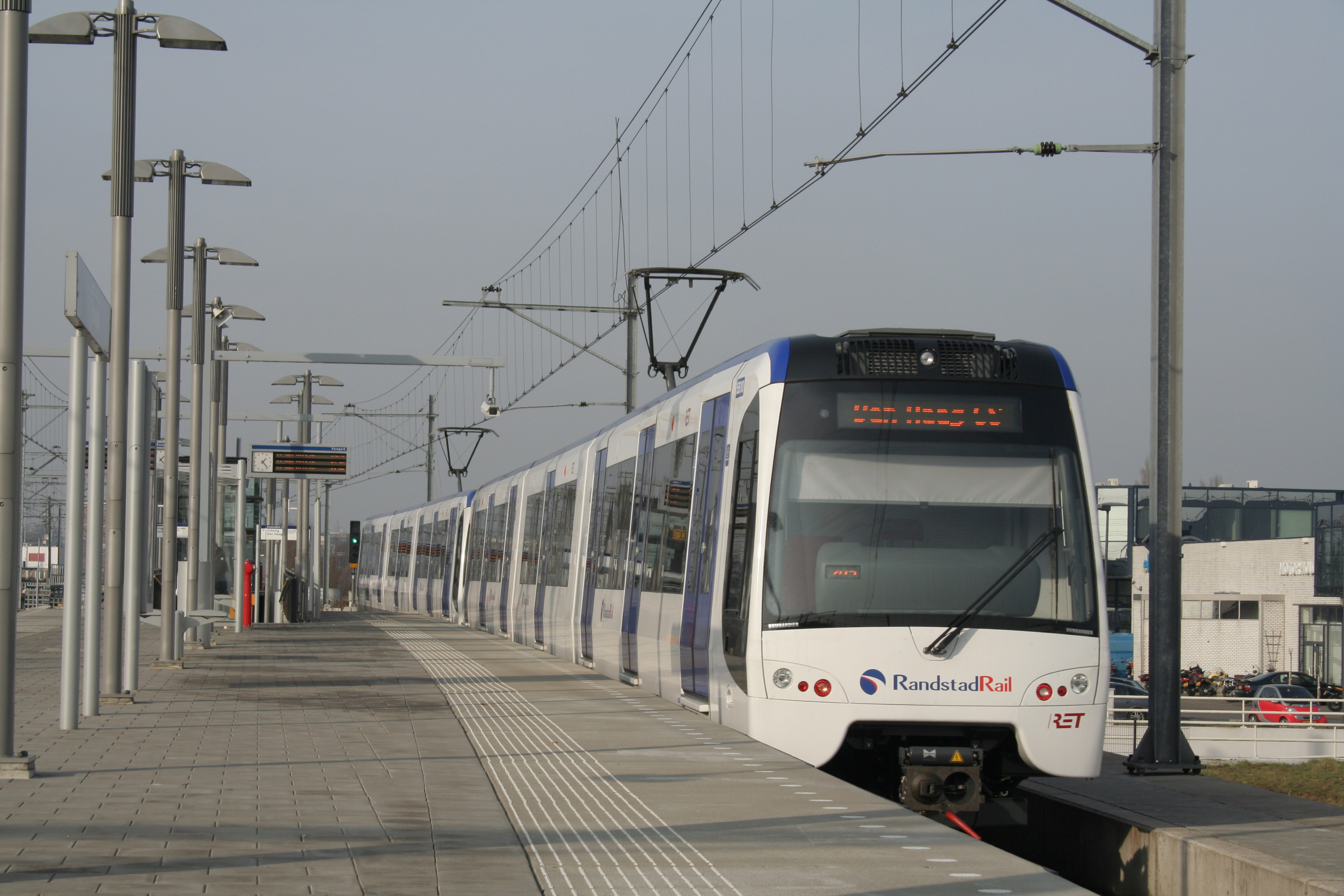
R型車5500系列。
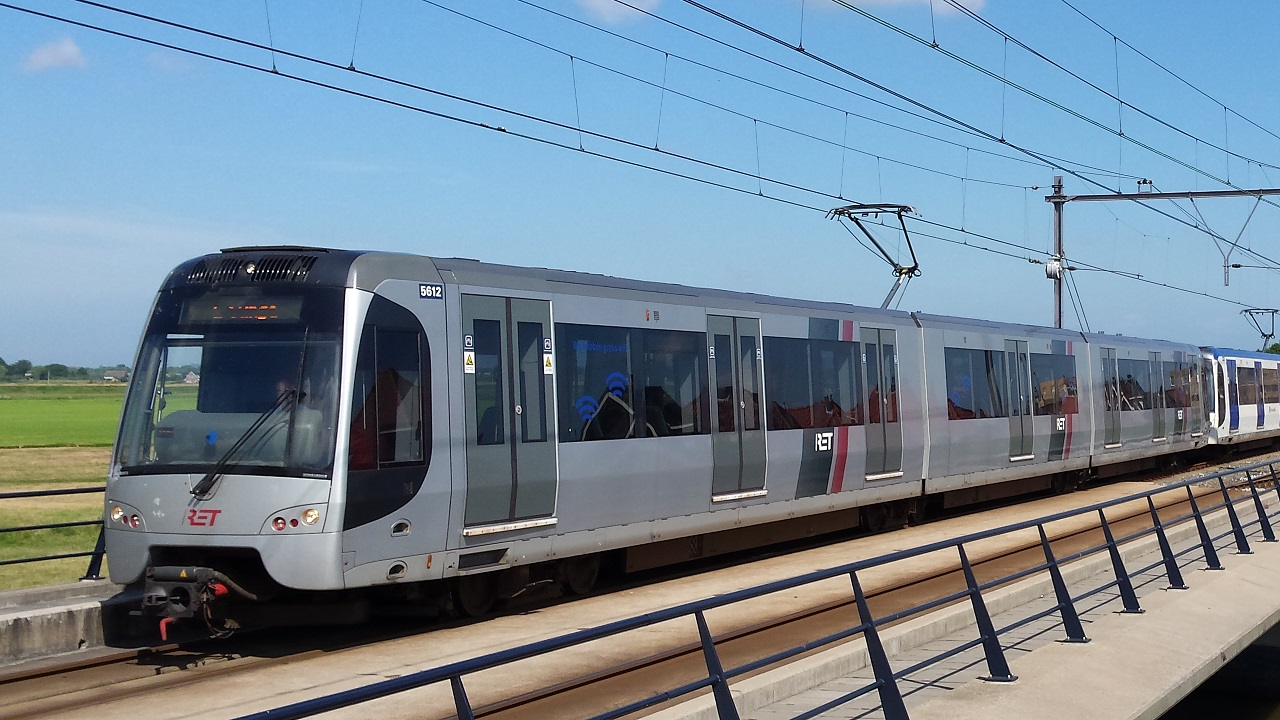
R型車5600系列。
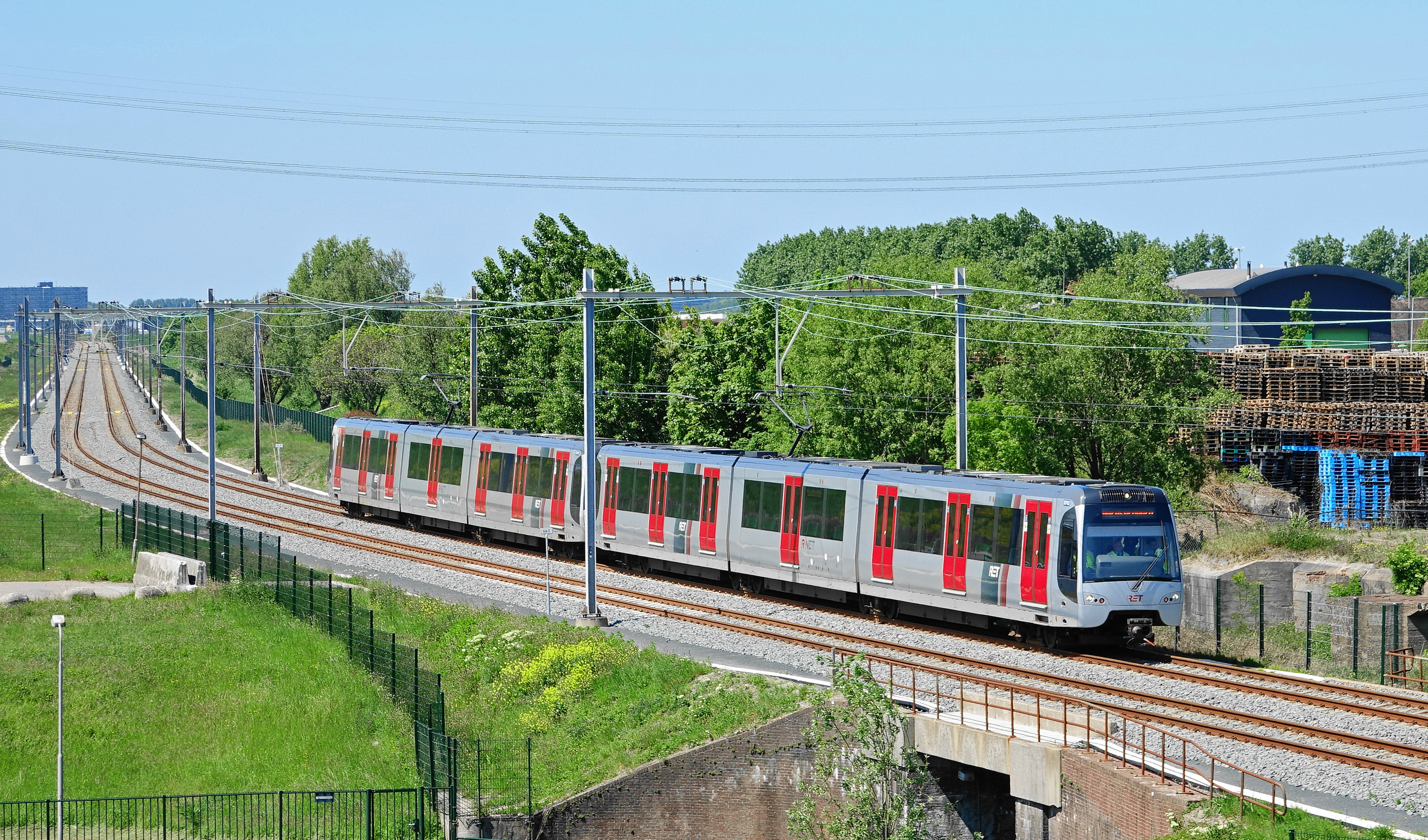
R型車5700系列。

R型車分為三個系列，5500、5600和5700系列，三個系列都由龐巴迪運輸製造可以混編，3節車廂為一組，每組列車載客量271人，其中站位166人，座位104人，和1個輪椅座位，列車大多以6節編組營運，最高速度100公里/小時，R型車配備集電弓可以在輕軌路段行駛，使用750V直流電第三軌或架空線供電。
5500系列又稱RSG3型，於2008 – 2011年為延伸海牙的兰斯塔德铁路製造，R代表兰斯塔德，5500系列共22組列車，2008年開始使用，目前只在E線使用。5600系列又稱SG3型，於2008 – 2011年製造，2009年啟用，共42組列車，目前在各線均有使用。5700系列又稱HSG3型，於2014 – 2016年為延伸荷蘭角港製造，H代表荷蘭角港，5700系列2015年啟用，最初訂購 16 組列車，之後增加6 組，共22組列車，於2017年完全交付，目前在各線均有使用。

## 營運資訊

### 票務
自2009年1月之後RET在鹿特丹市區內路段限制只能以OV晶片卡付費，海牙地區則在2011年5月跟進。OV晶片卡是荷蘭全國性的非接觸式智慧卡，OV晶片卡分為一次卡、不記名卡和記名卡。一次卡為紙質，按時間收費，最低為2 小時票價格4歐元，日票價格為9歐元，旅遊日票則為14.5歐元。不記名卡與記名卡為塑膠材質，有效期限5年，空卡售價7.5歐元，最多可儲值150歐元，不記名卡可與他人共用，記名卡則可以連結個人銀行帳戶，當票卡餘額過低時會自動加值票卡，但只有在荷蘭、比利時、德國或盧森堡有戶籍者才能購買記名卡，並透過記名卡購買定期票，定期票價格一是用營運商數目、時間長短、地區遠近不同。

### 營運時間
鹿特丹地铁於每日早上五點半開始運行，一直運行到午夜。A、B、C三條路線每一條每 15 分鐘發出一班車，在市中心三條路線重疊路段，一小時單方向有12班列車，班距大約4分鐘，B線每小時有3班車從荷蘭角港站發出，有2班從斯滕代克波爾德站發出。D、E兩條路線周一至周六白天每小時分別發出9、6班車，在市中心重疊路段，一小時單方向有15班列車，班距大約4分鐘，E線往鹿特丹方向每小時有5班車從海牙中央车站發出，有一班從皮納克南站發出；其餘時段和周日D、E兩條路線每小時分別發出5班車，E線往鹿特丹方向所有列車從海牙中央车站發出。

## 外部連結
- 鹿特丹電車 (RET) （页面存档备份，存于）（荷兰文）